# Earth Moving
Albums de Mike Oldfield
Islands
(1987) Amarok
(1990)
Earth Moving est le 11e album studio du musicien britannique Mike Oldfield ; il est sorti en 1989. Parmi les invités de cet album, on remarque la présence de plusieurs artistes réputés, par exemple Maggie Reilly dont ce sera la dernière collaboration avec Oldfield, Adrian Belew de King Crimson, Max Bacon du groupe GTR, Chris Thompson de Manfred Mann's Earth Band, Carol Kenyon et Anita Hegerland.

## Titres
| No | Titre                                                   | Durée |
| -- | ------------------------------------------------------- | ----- |
| 1. | Holy (Adrian Belew)                                     | 4:37  |
| 2. | Hostage (Max Bacon)                                     | 4:09  |
| 3. | Far Country (Mark Williamson)                           | 4:25  |
| 4. | Innocent (Anita Hegerland)                              | 3:30  |
| 5. | Runaway Son (Chris Thompson)                            | 4:05  |
| 6. | See The Light (Chris Thompson)                          | 3:59  |
| 7. | Earth Moving (Nikki 'B' Bentley)                        | 4:03  |
| 8. | Blue Night (Maggie Reilly)                              | 3:47  |
| 9. | Nothing But/Bridge To Paradise (Carol Kenyon/Max Bacon) | 8:40  |

## Certifications
| Pays                 | Ventes    | Certification |
| -------------------- | --------- | ------------- |
| Allemagne de l'Ouest | 250 000+  | Or            |
| Espagne              | 50 000+   | Or            |
| France               | 100 000 + | Or            |

## Personnel
- Mike Oldfield : guitares, claviers
- Raf Ravenscroft : saxophone
- Phil Spalding : basse
- Anita Hegerland : chant sur Innocent
- Adrian Belew : chant sur Holy, guitare solo sur Far Country
- Maggie Reilly : chant sur Blue Night
- Nikki 'B' Bentley : chant sur Earth Moving
- Max Bacon : chant sur Hostage et Bridge To Paradise
- Chris Thompson : chant sur Runaway Son et See The Light
- Mark Williamson : chant sur Far Country
- Carol Kenyon : chant sur Nothing But